# Cinéma ghanéen

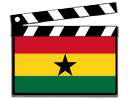
Un clap aux couleurs du drapeau ghanéen.

Le cinéma ghanéen désigne l'industrie du cinéma au Ghana. Elle est surnommée Ghallywood.
Le cinéma a été introduit au Ghana à l'époque où la Côte-de-l'Or était une colonie britannique. Le cinéma était alors principalement accessible aux colons,,.
La production cinématographique a commencé à s'y développer fortement dans les années 1950,,,.

## Annexes

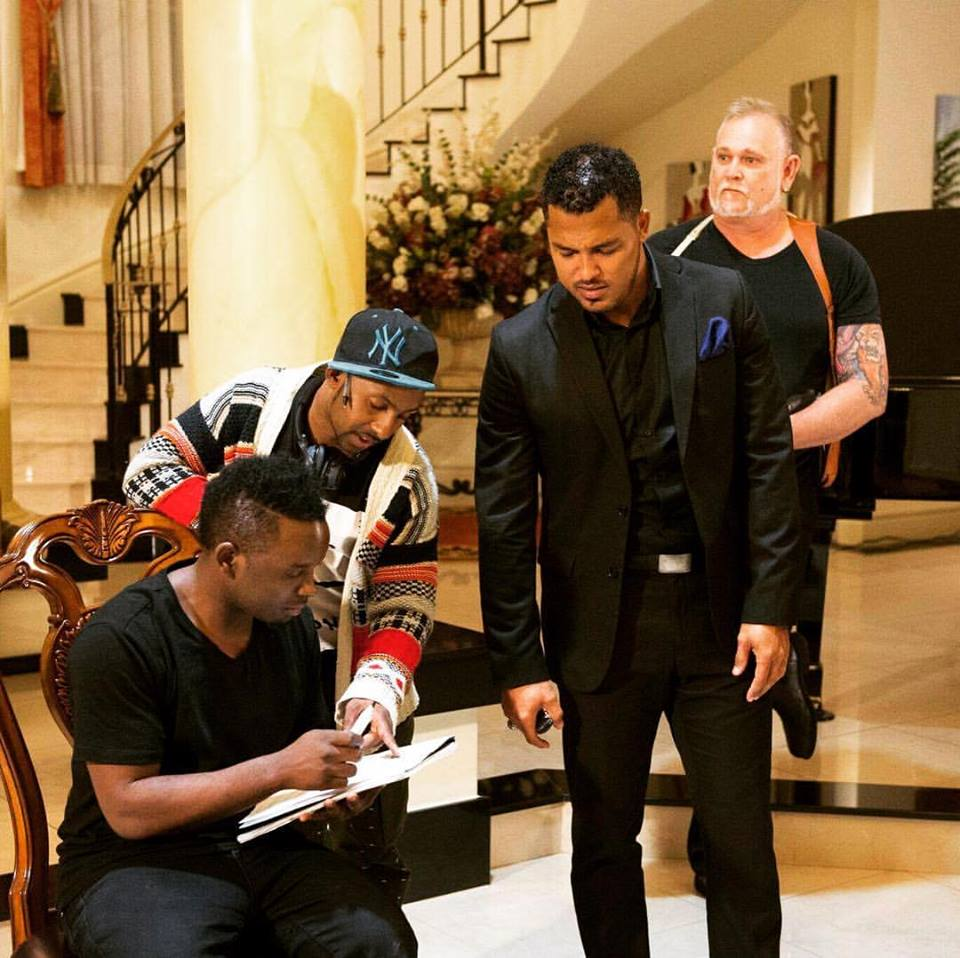
John K-ay, Prema Smith et Van Vicker sur le plateau pendant la production du film Cop's Enemy (2017)